# Liste der Kulturdenkmäler in Kölbingen
In der Liste der Kulturdenkmäler in Kölbingen sind alle Kulturdenkmäler der rheinland-pfälzischen Ortsgemeinde Kölbingen einschließlich der Ortsteile Möllingen und Schönberg aufgeführt. Grundlage ist die Denkmalliste des Landes Rheinland-Pfalz (Stand: 21. Dezember 2021).

## Einzeldenkmäler
| Bezeichnung                          | Lage                                        | Baujahr                            | Beschreibung                                                                                              | Bild                           |
| ------------------------------------ | ------------------------------------------- | ---------------------------------- | --- | ------------------------------ |
| Brunnen                              | Kölbingen, Brunnenstraße, bei Nr. 1 Lage    | zweite Hälfte des 19. Jahrhunderts | gusseiserner Laufbrunnen, zweite Hälfte des 19. Jahrhunderts                                              | weitere Bilder Fotos hochladen |
| Kriegergedächtnisstätte              | Möllingen, Kirchstraße, Ecke Talstraße Lage | 1728                               | ehemalige katholische Kapelle St. Josef; kleiner achteckiger Bau, 1728; seit 1928 Kriegergedächtnisstätte | weitere Bilder Fotos hochladen |
| Wohnhaus                             | Schönberg, Nr. 2 Lage                       | um 1700                            | Fachwerkhaus mit Niederlass, teilweise verschiefert, um 1700, jüngerer Fachwerkanbau                      | Fotos hochladen                |
| Forsthaus                            | Schönberg, Nr. 4 Lage                       |                                    | Fachwerkhaus mit Niederlass, teilweise massiv und verschiefert, Datierung unklar                          | Fotos hochladen                |
| Katholische Kirche Mariä Heimsuchung | Schönberg, Nr. 5 Lage                       | 1714                               | gotisierender Saalbau, 1714; Kruzifix, bezeichnet unter anderem 1898                                      | weitere Bilder Fotos hochladen |